# Phyllonorycter adenocarpi
Phyllonorycter adenocarpi är en fjärilsart som först beskrevs av Otto Staudinger 1863.  Phyllonorycter adenocarpi ingår i släktet guldmalar, och familjen styltmalar.
Artens utbredningsområde är:
- Portugal.
- Spanien.

Inga underarter finns listade i Catalogue of Life.